# 山口拓海
山口 拓海（やまぐち たくみ、1997年8月30日 - ）は、日本の男子バレーボール選手である。

## 来歴
群馬県高崎市出身。小学1年生のときに先輩に誘われてバレーボールを始める。
高校は群馬県立高崎高等学校に進学。高校は勉強もハードで、勉強にも力を注ぎながらバレーボールと両立。3年時も春高バレー出場を目指し、予選敗退となる2015年11月まで続け、それから受験勉強に専念し、一般受験で筑波大学体育専門学群に合格した。
筑波大学を経て、2019年、V.LEAGUE DIVISION1(V1)に所属する東レアローズの内定選手となり、2019-20シーズンのリーグ戦にも内定選手として出場した。
2020年、大学卒業後に東レアローズに入団。入団1年目よりレギュラーとして試合に出場。

## 人物
- 大学受験で前向きに考えながら勉強に集中して筑波大学に合格した経験から、受験勉強もレシーブと同じで良いイメージを持ちながら臨むことが大切ではないかと話している[2]。

## 所属チーム
- 高崎高等学校（2013-2016年）
- 筑波大学 （2016-2020年）
- 東レアローズ（2020年-）